# Ruszowice (Kłodzko)

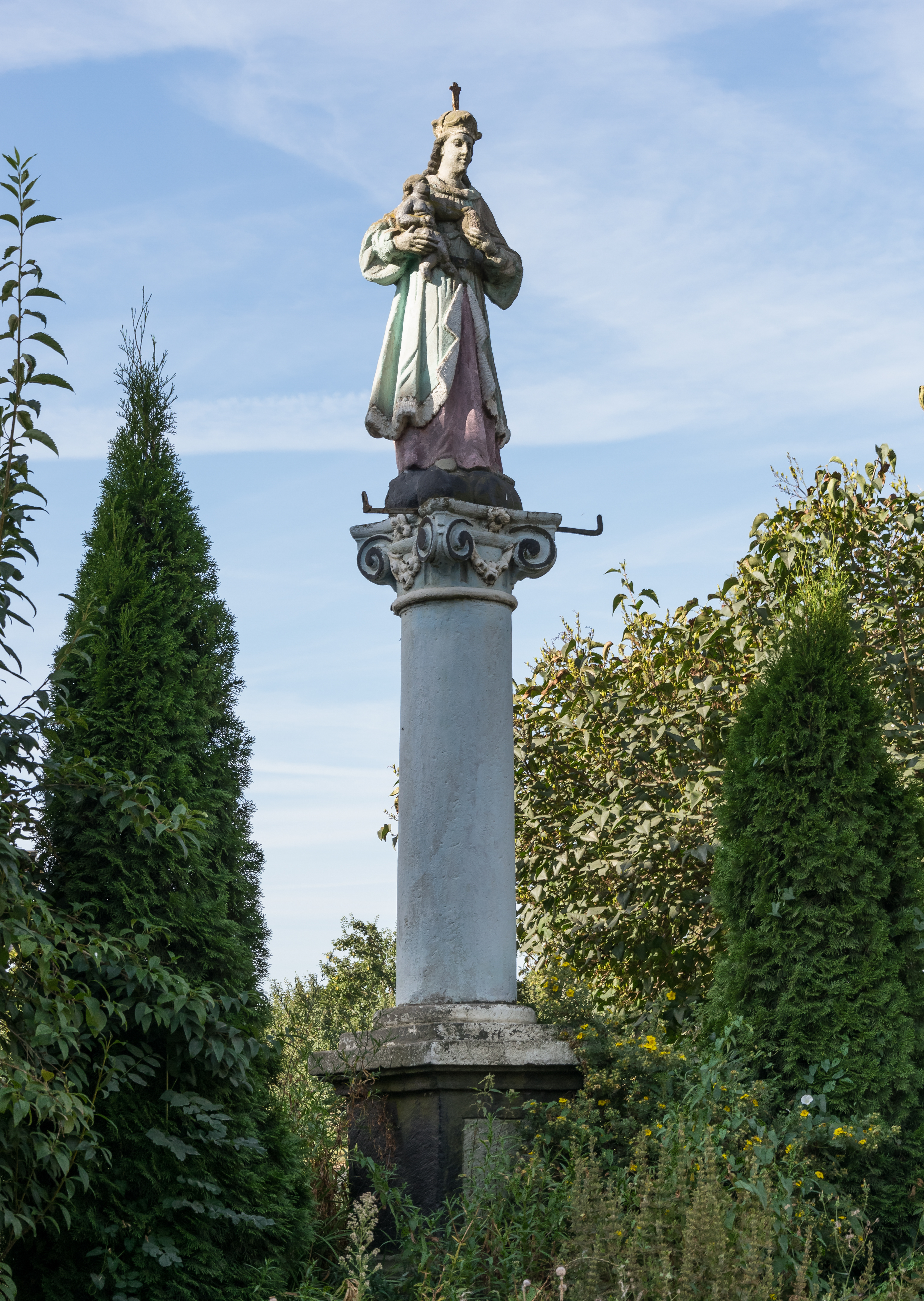
Mariensäule

Ruszowice (deutsch Rauschwitz) ist ein Dorf im Powiat Kłodzki in der Wojewodschaft Niederschlesien in Polen. Es liegt sechs Kilometer nordwestlich von Kłodzko (Glatz), zu dessen eigenständiger Landgemeinde es gehört.

## Geographie
Ruszowice liegt auf einer Hochfläche im Süden des 401 m hohen Berges Orła (Georgshöhe). Nachbarorte sind Gorzuchów (Möhlten) im Norden, Piszkowice (Pischkowitz) im Nordosten, Korytów (Koritau) und Roszyce (Roschwitz) im Südosten, Kamieniec (Kamnitz) im Südwesten und Suszyna (Dürrkunzendorf) im Nordwesten.

## Geschichte
Rauschwitz gehörte zum böhmischen Glatzer Land, mit dem es die Geschichte seiner politischen und kirchlichen Zugehörigkeit von Anfang an teilte. Erstmals urkundlich erwähnt wurde es im Jahre 1348 als „Roschicz“ und „Rouschwicz“. Weitere Schreibweisen waren „Roschwicz“ und „Ruschwicz“ (1350) und 1362 „Rosscisz“. Es war zur Pfarrkirche in Pischkowitz gewidmet. Erster bekannter Erbherr auf „Ruswitz“ war 1388 Hans Hugwitz (Haugwitz). 1472 erwarb es Hinko (Heinrich) von Haugwitz. Er verband es mit seinem Gut Oberpischkowitz, mit dem es danach eine Dorfgemeinde bildete. Das herrschaftliche Vorwerk entstand aus zwei Bauerngütern, die Dittrich von Haugwitz 1588 von Melchior Rachner und 1607 von Daniel Kubicken erwarb. Mit einem Vertrag zwischen der Glatzer Ritterschaft und den königlichen Städten wurde 1590 festgelegt, dass Dittrich von Haugwitz der Bierverlag für Rauschwitz das halbe Jahr von Michaeli bis Georgi zusteht, während das nächste halbe Jahr das Bier aus Glatz zu holen war.
Nach dem Ersten Schlesischen Krieg 1742 und endgültig mit dem Hubertusburger Frieden 1763 kam Rauschwitz zusammen mit der Grafschaft Glatz an Preußen. Für 1795 sind nachgewiesen: ein herrschaftliches Vorwerk, ein Kretscham, je ein Schmied und Schuhmacher sowie 14 Bauern und elf Gärtner. Nach der Neugliederung Preußens gehörte Rauschwitz ab 1815 zur Provinz Schlesien und wurde 1816 dem Landkreis Glatz eingegliedert, mit dem es bis 1945 verbunden blieb. 1874 wurde die Landgemeinde Rauschwitz dem Amtsbezirk Pischkowitz zugewiesen. 1939 wurden 191 Einwohner gezählt.
Als Folge des Zweiten Weltkriegs fiel Rauschwitz 1945 mit dem größten Teil Schlesiens an Polen und wurde in Ruszowice umbenannt. Die deutsche Bevölkerung wurde, soweit sie nicht vorher geflohen war, Vertreibung#Vertreibung aus den deutschen Ostgebieten|vertrieben. Die neu angesiedelten Bewohner waren zum Teil Heimatvertriebene aus Ostpolen, das an die Sowjetunion gefallen war. 1975–1998 gehörte Ruszowice zur Woiwodschaft Wałbrzych (Waldenburg).

## Sehenswürdigkeiten
- Mariensäule von 1802